# Tappezzeria
Con il termine tappezzeria si indicano: la tecnica di arte-artigianato di rivestimento di pareti, parti di mobili o interni di veicoli; i tessuti, i pellami o la carta da parati utilizzati per rivestire e il laboratorio in cui il tappezziere svolge l'attività artigianale.

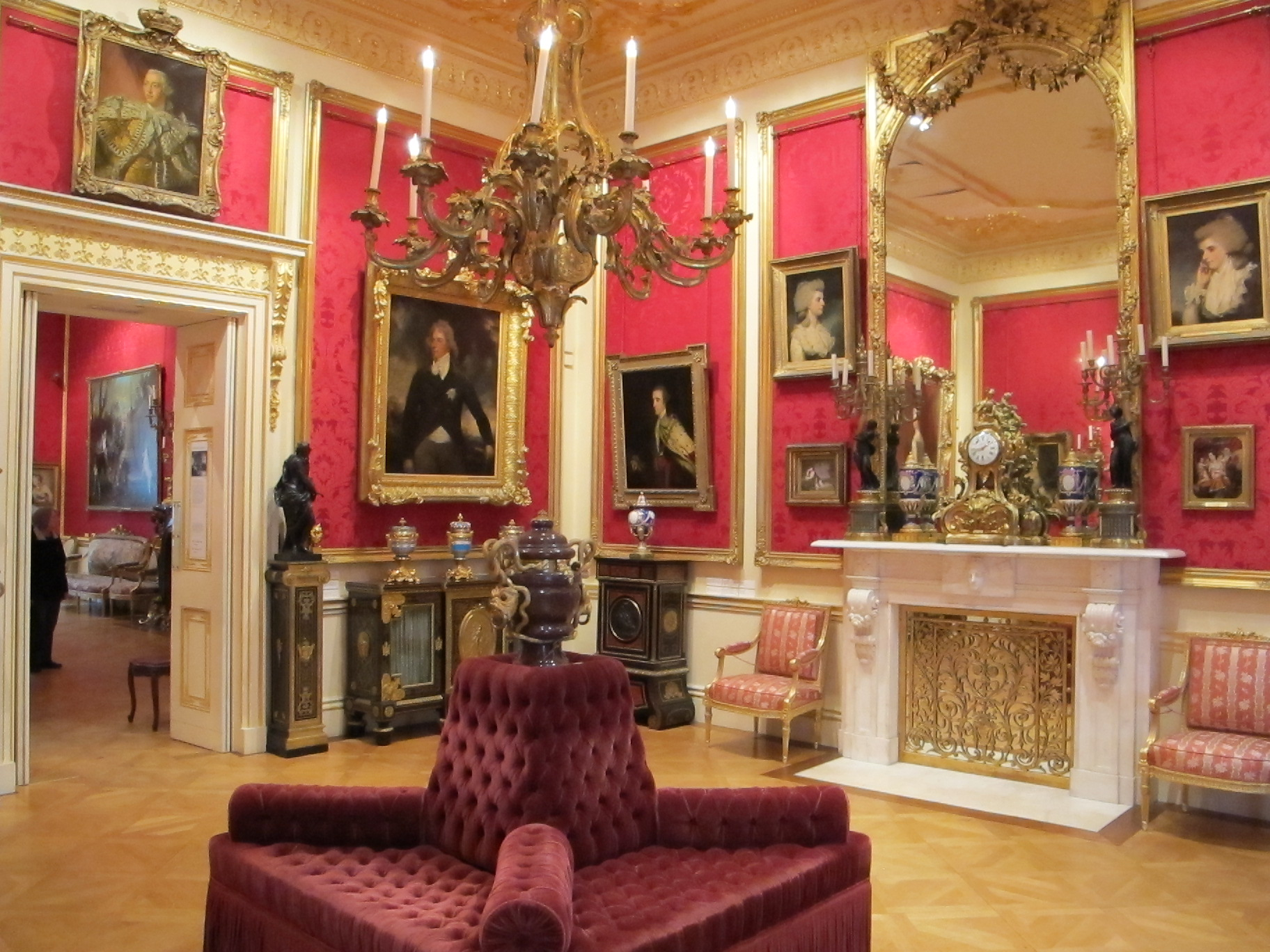
Wallace collection, interno

## Etimologia
Prende il nome dal francese tapisser (foderare), dal latino
tapes (coperta da letto), anche se il termine francese Tapisserie oggi indica un pannello tessuto con figurazioni che in italiano si chiama arazzo.

## Storia
L'origine dell'uso di tappezzerie è da cercarsi in oriente, reperti emergono dalle tombe egizie, l'Esodo cita i tessuti decorati con raffigurazione all'interno del Tempio di Gerusalemme, Omero quelli tessuti da Penelope, Apollonio quelli dei templi di Babilonia.
In Francia già nell'VIII secolo d.C., si tessevano stoffe decorate per le chiese, l'uso delle tappezzerie si diffuse nelle dimore signorili solamente dopo le crociate.

## Materiali e strumenti di lavoro
Nella tappezzeria artigianale si usano svariate attrezzature e strumenti particolari per la lavorazione degli imbottiti e il rivestimento dei tessuti, tra i più comuni e classici ci sono il martello "da tappezziere", il levachiodi o tirachiodi, il punteruolo, il "tiracinghie", le tenaglie, taglierine, forbici per sartoria, forbici curve e strumenti per il cucito.
Nelle tappezzerie di tipologia industriale troviamo ulteriori attrezzature, più adeguate e consone ai ritmi di produzione di fabbrica, e gli utensili sono per la maggior parte ad aria compressa o elettrici. Per il confezionamento dei tessuti e i tendaggi vengono usate macchine da cucire industriali a duplice e triplice trasporto, mentre per il fissaggio dei tessuti vengono usate le pistole sparapunti pneumatiche o sparachiodi, in alcuni casi (ad esempio nella tappezzeria edile) il tessuto viene teso e fissato sui supporti con colle al neoprene (mastice e affini) per mezzo di un aerografo, di una spatola o dei rulli. Per la modellazione e l'adattamento degli imbottiti sintetici vengono usate taglierine e seghetti particolari, comunemente detto "tagliagommapiuma".
I tappezzieri in alcuni casi si occupano personalmente anche della fabbricazione dei fusti dei divani o del ripristino e consolidamento dei telai su cui vengono fissati gli imbottiti e i tessuti, i laboratori di tappezzeria infatti sono dotati anche di macchinari, attrezzature e materiali che comunemente usano i falegnami.
Nel settore della tappezzeria nautica e degli autoveicoli il lavoro del tappezziere è prevalentemente sartoriale, gli imbottiti infatti vengono già modellati dai pantografi in altre fabbriche o pervengono ai tappezzieri in forme dette "schiumati". Il rivestimento tessile una volta cucito e confezionato viene fissato sugli imbottiti dei veicoli per mezzo di anellatrici pneumatiche o incollate a spruzzo con colle al neoprene.
I tappezzieri di automobili inoltre si occupano anche di "rigenerare" le pelli, per esempio dei seggiolini delle autovetture d'epoca, per mezzo di stucchi e vernici particolari date a spruzzo adatte e specifiche per il ripristino delle pelli logorate.
Il risultato finale è pressappoco pari al rifacimento totale delle foderine. Questo sistema è utilizzato soprattutto per tenere il più possibile in "stato conservativo" l'originalità all'interno dell'abitacolo dell'autovettura. 

### Imbottiture e rivestimenti

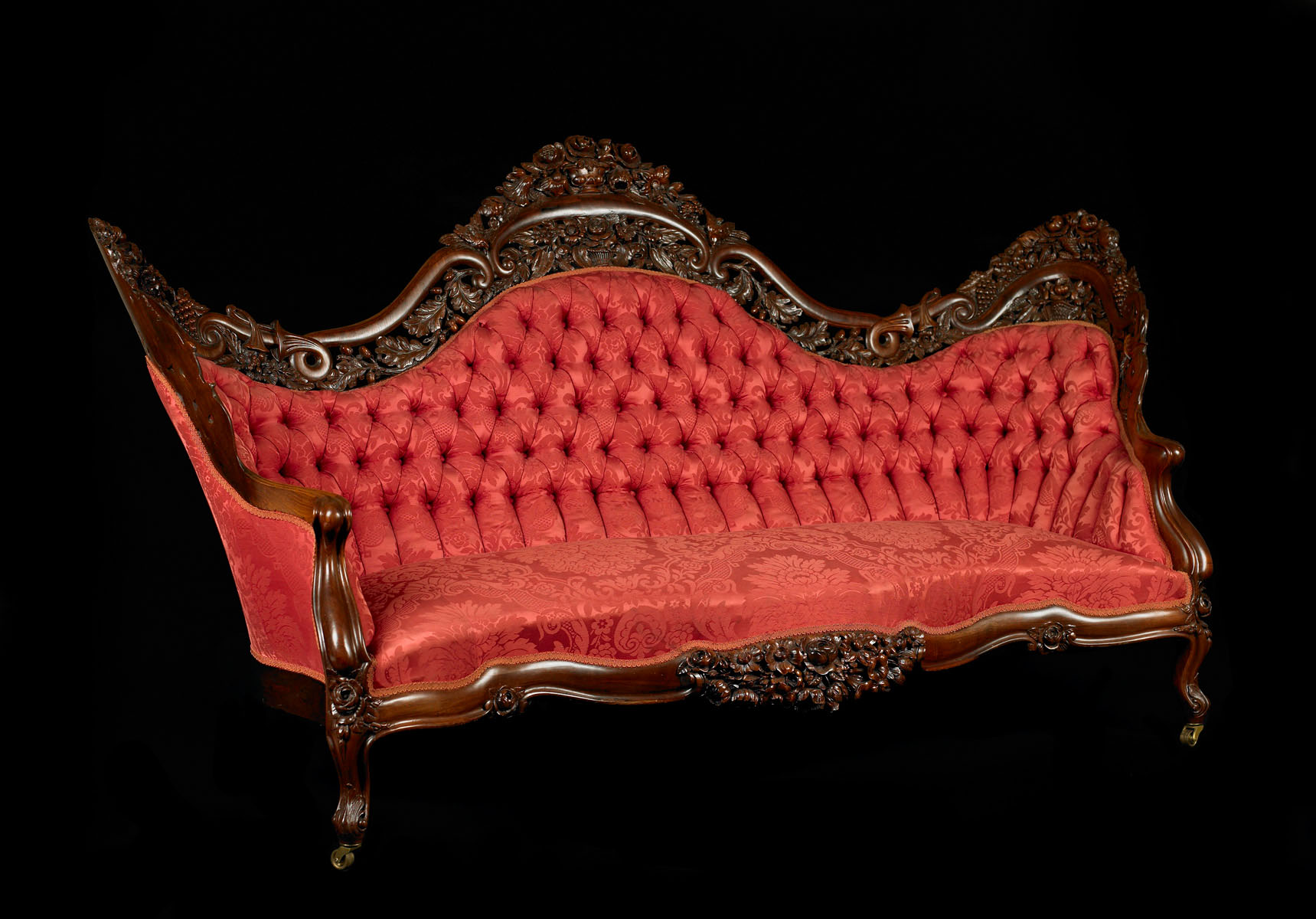
Sofà rivestito in damasco rosso, con imbottitura Capitonné, John H. Belter 1850

Gli imbottiti si possono dividere in due categorie distinte, ci sono gli imbottiti naturali (crine, paglia, capecchio, ovatta, capoc, lana, piuma), e gli imbottiti di tipo sintetico, maggiormente derivanti dal petrolio (poliuretano espanso, gomma piuma, gomma spugna, fibra di gomma, dacron o resinato). Questi ultimi sono principalmente usati nei salottifici e nelle moderne industrie di tappezzeria e ne esistono di diverse tipologie di densità e spessore, mentre le imbottiture impagliate (imbottiti naturali) possono essere un'alternativa, o più che altro un modello di come venivano realizzate le imbottiture nelle botteghe fino alla metà del novecento circa, infatti questo tipo di imbottiture sono presenti soprattutto nei divani artigianali d'epoca e ad oggi è un sistema sempre meno usato.
Per dare sostegno alle imbottiture destinate ad essere fisse sui fusti e ai telai, il tappezziere si serve di particolari cinghie che vanno (incrociandole tra di loro) tirate e inchiodate, e possono essere elastiche o di juta. Quelle elastiche in nylon vengono maggiormente adoperate con le imbottiture sintetiche, mentre nelle imbottiture impagliate vengono tirate con il "tiracinghie" le cinghie di juta. All'occorrenza fanno da ulteriore supporto anche apposite molle in acciaio o rame, le cui basi vengono cucite sulle cinghie di juta già tirate, e in secondo tempo le parti superiori vengono incordate e collegate tra loro in un ordine prestabilito, formando una sorta di "griglia" su cui si va ad adattare infine l'impagliatura.
Una volta terminate le imbottiture si procede con la "messa in bianco", cioè tele in tessuto di cotone o fibre sintetiche in tinta bianca, che hanno lo scopo di dividere e isolare il rivestimento finale dall'imbottitura. 
Realizzate le sagome, che seguono minuziosamente le forme di ogni parte del divano o poltrona, si esegue il taglio della stoffa finale. Se la stoffa è operata e presenta dei decori o dei disegni, questi vanno centrati e presi in considerazione durante il taglio, per una buona riuscita estetica del lavoro.
Fissato il rivestimento finale si conclude con le rifiniture e i decori, si applicano all'occorrenza passamanerie e bordini, che oltre a decorare mascherano le graffe e i chiodi che altrimenti sarebbero a vista. In alternativa a questo si può optare all'utilizzo delle "bullette", che sono chiodi decorativi usati particolarmente nella tappezzeria e nell'arredo.
I divani e le poltrone possono essere realizzati anche con il sistema "sfoderabile", questo sistema dà la possibilità a chi lo utilizza di poter rimuovere la tappezzeria e lavarla se viene accidentalmente macchiata. In tal caso le stoffe destinate a questo utilizzo, prima di essere sagomate, tagliate e cucite, vengono messe a bagno già nelle aziende dei tappezzieri. Questa pratica ha lo scopo di far restringere il tessuto ancor prima di essere lavorato e confezionato, così da garantirne l'integrità volumetrica nei futuri lavaggi.
I divani di ultima generazione possono includere inoltre caratteristiche tecniche di elevata praticità e comfort; nel mercato artigianale moderno si ha infatti la possibilità di ricercare divani che hanno duplice funzione, o poltrone reclinabili per mezzo di comandi elettrici. I divani-letto e i divani-armadio, detti generalmente "trasformabili", sono il risultato di richieste di mercato sempre più esigenti.
Il lavoro più laborioso e proficuo per il tappezziere è senza dubbio l'esecuzione del "capitonné", una tecnica artigianale antica svolta interamente a mano, che richiede diverse ore di mano d'opera ed esperta professionalità.

### Tessuti
- Velluto
- Gobelin
- Broccato
- Damasco
- Alcantara
- Velour
- Tela bandera

### Pellami
- Cuoio
- Nappa
- Finta pelle

## Modi di dire
Nel linguaggio colloquiale, in senso metaforico, fare tappezzeria (in francese: faire tapisserie) significa "stare o essere lasciato in disparte" in un ritrovo, in una festa familiare, standosene quindi appartati, in silenzio, con evidente riferimento alle tappezzerie (e, per estensione, alle carte da parati) che rivestono le pareti interne delle stanze di una casa.